# エマヌエル・ジグリオッティ
エマヌエル・ジグリオッティ（Emmanuel Gigliotti, 1987年5月20日 - ）は、アルゼンチン・ブエノスアイレス出身のサッカー選手。ナシオナル所属。ポジションはフォワード。

## クラブ歴
2006年にアルゼンチン4部のプリメーラCに所属するCAヘネラル・ラマドリードで選手デビュー。2007年にはプリメーラ・ディビシオンのAAアルヘンティノス・ジュニアーズに加入したものの出場機会はなく、プリメーラB・ナシオナルのCAオール・ボーイズに移籍した。2008-09シーズンは同クラブの得点王となり、クラブの2部残留に貢献した。
2009年にはプリメーラ・ディビシオンに昇格したアトレティコ・トゥクマンに移籍。同年9月3日のCAウラカン戦で途中出場し、プリメーラ・ディビシオン初出場となった。11月7日のCAティグレ戦でスターティングイレブンに初めて名を連ね、初得点も達成、4-2で勝利した。同月15日のCAリーベル・プレート戦で2得点目を達成したものの、1-3で敗北した。
2010年にイタリアのノヴァーラ・カルチョに移籍したものの、6か月をイタリアで過ごしたのちにプリメーラ・ディビシオンに参戦しているオール・ボーイズに復帰した。
2012-13シーズン、アルゼンチン・プリメーラ・ディビシオンのフィナールにおいて得点王を獲得した。
2013年7月にはボカ・ジュニアーズに移籍。10月6日のスーペルクラシコ、リーベル・プレート戦では得点した。
2014年10月30日のコパ・スダメリカーナ準々決勝第1試合、セロ・ポルテーニョ戦で国際試合初得点。11月6日の第2試合でも得点した。しかし準決勝ではPKを外し、結果としてこれが原因で準決勝敗退となった。
2015年2月28日に1年契約で中国サッカー・スーパーリーグの重慶力帆足球倶楽部にレンタル移籍。その後完全移籍した。
2017年2月22日、ヘルマン・デニスを放出したCAインデペンディエンテに加入した。
2019年1月2日、デポルティーボ・トルーカFCに移籍した。
2022年1月16日、ナシオナルに移籍した。

## 代表歴
2011年9月14日のスーペルクラシコ・デ・ラス・アメリカス、ブラジル代表戦で代表初出場。この試合は0-0の引分に終わった。